# Civitella San Paolo
Civitella San Paolo es un municipio italiano situado en la ciudad metropolitana de Roma Capital, en el Lacio. Tiene una población estimada, a fines de julio de 2023, de 1994 habitantes.

## Evolución demográfica
| Gráfica de evolución demográfica de Civitella San Paolo entre 1861 y 2023 |
|                                                                           |
| Fuente: ISTAT - Elaboración gráfica de Wikipedia                          |